# Antibiótico polipéptido
Antibiótico polipéptido son una clase de antibióticos usados para infecciones de oído externo, ojo o vejiga, en combinación a aminoglicósidos. Son tóxicos, por lo que no son adecuados para la administración sistémica pero pueden ser administrados tópicamnente en la piel. Pero pueden ser aplicados en el ojo externamente o en aerosoles , por inhalación; raramente se usa por vía parenteral. Incluyen actinomicina, bacitracina, colistina, polimixina B. Su mecanismo de acción es través de la inhibición de síntesis proteica , pero se desconoce gran parte de sus mecanismos
Los efectos tóxicos son daños renales o nerviosos cuando son usados parenteralmente.